# Harbach-Hochland
Koordinaten: 46° 0′ 0″ N, 24° 45′ 0″ O

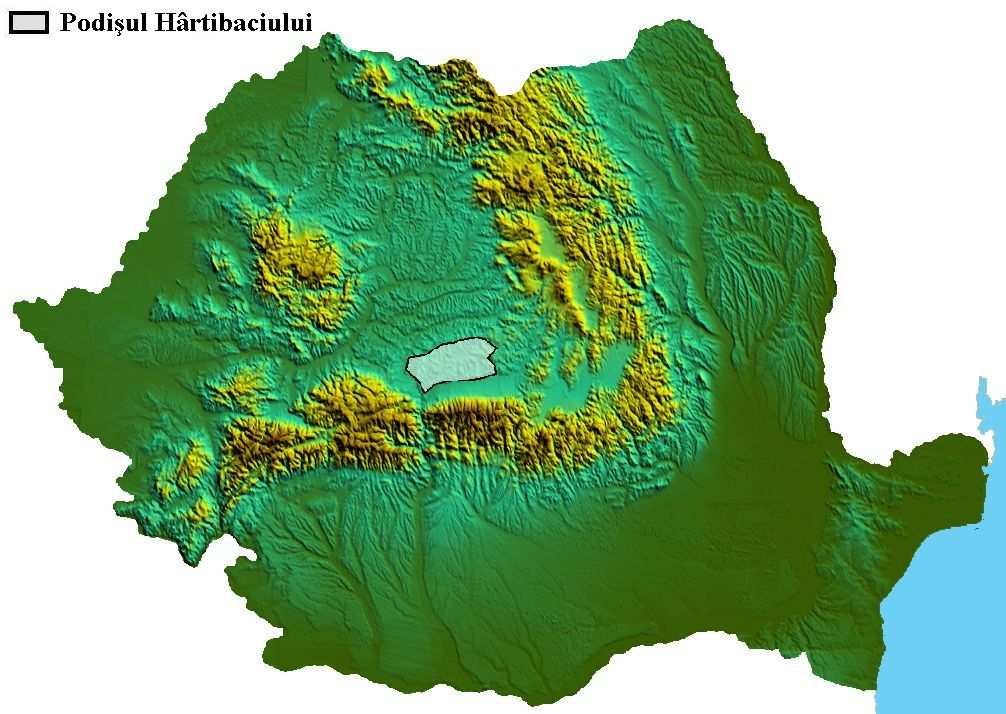
Das Harbach-Hochland in Rumänien

Das Harbach-Hochland (rumänisch Podișul Hârtibaciului; ungarisch Hortobágy dombsága, auch Hortobágy-hegység) ist ein Hügelland im Süden des Siebenbürgischen Beckens in der Mitte Rumäniens. Es ist benannt nach dem Fluss Harbach (rum. Hârtibaciu), entspricht im Wesentlichen dessen Einzugsgebiet und nimmt eine Fläche von ca. 2500 km² ein.
Begrenzt wird das Hochland
- im Norden vom Kokel-Hochland (Podișul Târnavelor)
- im Osten und Süden vom Tal des Flusses Alt (Olt)
- im Westen vom Tal der Vișa (Weißbach) und dem Zekesch-Hochland (Podișul Secașelor)

## Charakter
Die sanft gewellte Landschaft liegt – bei recht geringen Höhenunterschieden – in einer Seehöhe von ca. 400 bis 700 m. Während im Norden Laubwälder dominieren, ist der südliche Teil durch große Weideflächen geprägt.

## Naturschutz
Seit Oktober 2007 ist nahezu das gesamte Harbach-Hochland Teil des europäischen NATURA–2000–Schutzgebietnetzes entsprechend der Richtlinie 79/409/EWG über die Erhaltung der wildlebenden Vogelarten als sogenanntes SPA-Gebiet. Der nördliche Teil fällt als sogenanntes SCI-Gebiet unter die Richtlinie 92/43/EWG (FFH-Richtlinie). Im Zeitraum März 2011 – Februar 2015 erarbeitet der rumänische Zweig des WWF-International Donau-Karpaten-Programmes den für die Verwaltung des Gebietes (derzeit: Societatea Progresul Silvic) nötigen Management-Plan.

## Bevölkerung
Der größte Teil des Harbach-Hochlands lag im Mittelalter auf Königsboden und war überwiegend von deutschen Siedlern bewohnt. Seit der Auswanderung nahezu aller Deutschen in der zweiten Hälfte des 20. Jahrhunderts stellen die Rumänen die Mehrheit. Des Weiteren lebt hier eine größere Zahl Roma. Von zahlenmäßig geringerer Bedeutung sind  Ungarn.

## Ortschaften im Harbach-Hochland
- Agnita (Agnetheln)
- Alțâna (Alzen)
- Bârghiș (Bürgisch/Bürgesch)
- Bărcuț (Bekokten)
- Cincu (Groß-Schenk)
- Iacobeni (Jakobsdorf)
- Marpod (Marpod)
- Merghindeal (Mergeln)
- Nocrich (Leschkirch)
- Șoarș (Scharosch)
- Vurpăr (Burgberg)